# Lindernia hartlii
Lindernia hartlii é uma espécie botânica do gênero Lindernia pertencente à família Linderniaceae.